# オキゴンドウ

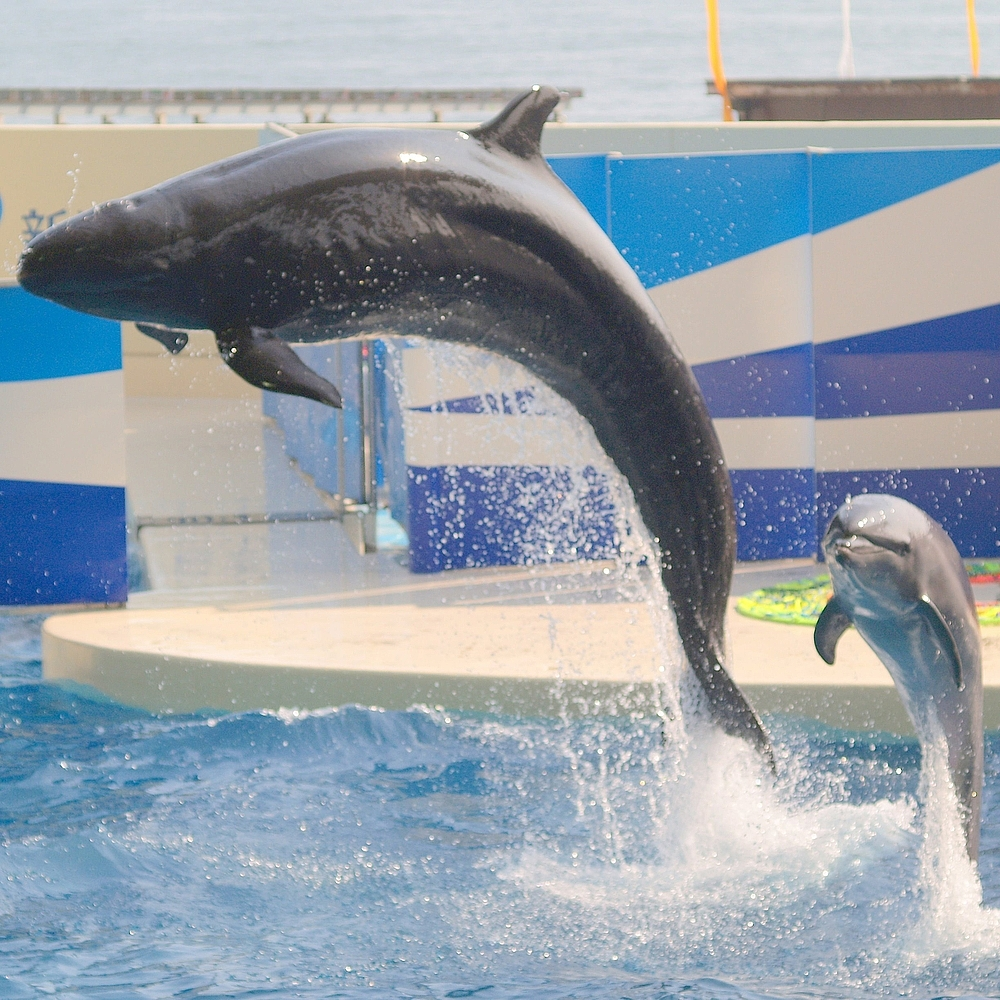
新江ノ島水族館にて

オキゴンドウ（沖巨頭、Pseudorca crassidens）はクジラ目ハクジラ亜目マイルカ科オキゴンドウ属に属するクジラである。シャチモドキ、キュウリゴンドウなどとも呼ばれる。オキゴンドウ属に属するのはオキゴンドウ1種のみである。
マイルカ科の中では比較的大きな種である。「シャチモドキ」（英語ではFalse Killer Whale、すなわちシャチの偽者、ニセシャチ）という名前は、外見だけでなく、シャチと同様にイルカなど他の小型のクジラを捕食することに由来する（シャチの近縁であるという説もある）。マイルカ科を含むたいていのハクジラの歯は丸呑みできる大きさの獲物を引っ掛けるだけであるが、シャチとオキゴンドウは例外的にそれより大きな獲物の肉を抉り取って食べることができる。また、そのために延縄にかかった高価なマグロ類から巧みに肉や内臓だけを抉り取って食べてしまい、大きな漁業被害をもたらすことでも知られている。
和名のオキゴンドウ（沖巨頭）は「沖合に棲息するゴンドウクジラ」を意味する。
もう1つの別名のキュウリゴンドウは細長い形態から名づけられた模様。

## 身体
オキゴンドウの体表はほぼ一様な黒あるいは非常に濃い灰色である。腹側の胸のあたりに灰色の模様を有する。体長は6m、体重は1,500kgほどに達する。寿命は60年ほどである。身体は細長く、30cm以上の長い背びれを持つ。特徴の1つは途中で曲がった胸びれであり、肘と呼ばれることもある。通常、10頭から50頭程度の群を成して行動する。オキゴンドウは非常に素早く活動的な動物である。しばしば水面から飛び上がって全身を水面上に現し、身体の側面を海面に激しくぶつけるようにして着水するブリーチングという行動を行う。逆に非常に穏やかなジャンプを行うこともある。人間の乗るボートに近づいて来ることも多い。海面から頭部を出して口を開け、44本ある歯を見せつけることもある。

## 生息数と生息域

オキゴンドウの生息域

海上で見かけることは多くはないが、温帯から熱帯の海域にかけて広く分布している。大西洋（スコットランドやアルゼンチンの海域）、インド洋沿岸、太平洋（日本海からニュージーランドにかけての西太平洋や東太平洋）、地中海、紅海などに生息する。沖合を好む外洋性のクジラであるが、沿岸域にも生息し、浅い海域や沿岸域において観察されることも多い。
全生息数は不明であるが、最も多数が棲息する東太平洋においては4万頭以上が棲息すると推測されている。
IUCNのレッドリストにおいては、1996年は「低リスク-軽度懸念」評価だったが、2001年に「情報不足」(DD - Data Deficient) に分類変更されている。アメリカ合衆国では、2012年11月に、海洋大気庁（NOAA）がハワイ州の生息群（約150個体）を絶滅危惧に指定しているが、生息数が追跡されるハワイでは商業漁業による混獲が持続可能でない水準にあり、オキゴンドウの他の生息域でも同様の漁業がおこなわれていることから、懸念材料となっている。

## 人間との関わり
多数ではないが、オキゴンドウは西インド諸島やインドネシアにおいて捕獲されている。日本においては、通常、毎年少数のオキゴンドウが捕獲されている。
先に説明した通り、オキゴンドウは延縄にかかったマグロ類や魚類を捕食してしまうことがあり、漁師から嫌われている。そのため、延縄漁師によって駆除されることがあり、例えば壱岐島においては、1965年から1980年の間に900頭のオキゴンドウが駆除されている。
2005年6月2日、西オーストラリアのGeographe湾において、約140頭程度のオキゴンドウが生きたまま打ち揚げられて座礁した。オーストラリア政府のDepartment of Conservation and Land Managementの指揮の下、1,500名のボランティアが救助を行い、1頭は死んでしまったものの、ほぼ全ての個体を無事に海へ帰すことができた。
また、オキゴンドウは人間には懐きやすく、多くの水族館で飼育され、イルカショーを行うこともある。

### 世界最長飼育記録
下田海中水族館（静岡県下田市）では、1970年12月15日からメスの個体（ジャンボ）の飼育を開始し、2006年12月19日に死亡するまで世界最長の飼育記録を更新中であった。飼育記録は36年0ヶ月（推定年齢40歳）。